# Terza dinastia di Ur

Estensione dell'impero di Ur III: in rosso scuro il centro; in rosso chiaro la periferia; da Ninive ad Anshan, passando per Shimashki, stavano gli Stati vassali

La Terza dinastia di Ur (detta anche Ur III) fu una dinastia reale sumera, centrata sulla città di Ur, che regnò alla fine del III millennio a.C.
Il periodo di Ur III si iscrive in quella fase, detta "età neo-sumerica" (o "rinascita sumerica"), che, dopo la caduta dell'Impero di Akkad per mano dei Gutei (una popolazione montanara), vide le città sumere tornare ad assumere un ruolo guida in Mesopotamia. Questa rinnovata indipendenza culminò in un evento bellico: il re sumero Utukhegal, re di Uruk, sconfisse i Gutei di Tirigan, allontanandoli dall'alluvio mesopotamico. Fu però il governatore di Ur (Ur-Nammu) a raccogliere il potere nelle proprie mani, dando vita alla nuova dinastia di Ur e formando un organismo statale anche più compatto dell'Impero di Akkad.
Questo "rinascimento sumerico" vide la lingua sumera diffondersi come lingua amministrativa in tutto il "paese interno" (cioè l'area direttamente controllata dall'autorità imperiale), ma come lingua parlata era in netto declino (in favore dell'accadico e dell'amorreo) e giungerà ad essere una lingua morta con la fine della dinastia.
È nei circa 100 anni di Ur III (2112-2004 a.C.) che la popolazione dell'area mesopotamica raggiunse un massimo quantitativo, insuperato in tutto il periodo pre-classico. A questa fase risalgono alcune importanti realizzazioni architettoniche, tra cui la ziggurat di Ur.
Oltre al fondatore, Ur-Nammu, altra figura importante di Ur III è il figlio di questi, Shulgi. L'ultimo re di Ur III, Ibbi-Sin, fu abbandonato e tradito da un suo generale, Ishbi-Erra, fondatore dell'ultima dinastia registrata dalla Lista reale sumerica, la Prima dinastia di Isin.

## La rinascita sumerica
Conclusasi l'esperienza accadica e con l'emergere del dominio guteo, le città del paese di Sumer ottennero un nuovo spazio di manovra. Per quanto durante il dominio guteo il commercio dovette, secondo la valutazione dell'epoca, subire un certo arresto, è possibile che la fiscalità sia stata più leggera, a motivo della debolezza istituzionale dei Gutei.
Sia come sia, con la riconquistata indipendenza, le città-stato sumeriche ripresero la loro tradizione statale, con gli ensi posti a dominare le singole città.

## Storia
Conosciamo i nomi dei sovrani e le durate dei loro regni, ma non la cronologia assoluta, se non in modo approssimativo. Secondo la cosiddetta cronologia media le date dei vari regni sono le seguenti:
- Ur-Nammu, dal 2112 al 2095 a.C.
- Shulgi, dal 2094 al 2047
- Amar-Sin, dal 2046 al 2038
- Shu-Sin, dal 2037 al 2029
- Ibbi-Sin, dal 2028 al 2004

La Lista reale sumerica descrive la dinastia in questi termini:
Il passo va emendato in più punti: i 46 anni di Shulgi sono da intendere 48 (come suggerito da Thureau-Dangin e Hackman), mentre i re in totale sono ovviamente cinque, non quattro.
Ur-Nammu era in origine governatore di Ur per conto del re di Uruk, Utu-khegal. Ur-Nammu estromise poi Utu-khegal (forse suo fratello) e assunse il titolo da lui creato di Re di Sumer e Akkad. Questo nuovo titolo trasmette l'idea di una sovranità che si estende nella Mesopotamia meridionale e centrale, in cui le aspirazioni universalistiche che furono di Naram-Sin non sono prese in considerazione e in cui risulta marginale il ruolo delle singole città. Con l'adozione di questo titolo, inoltre, Ur-Nammu "sancisce e rispetta al contempo la diversità non solo geografica ma anche etnica della Mesopotamia meridionale e centrale". E del titolo di Re di Sumer e Akkad si fregeranno in seguito i più grandi re mesopotamici, a dimostrazione del fatto che "questo paese sarà sempre, anche nel ricordo, costituito da due gruppi ben distinti".
Il ritorno della regalità a Ur significò anche un ritorno dell'uso del sumero come lingua ufficiale. Secondo alcuni assiriologi, questo ritorno ufficiale del sumero nasconde a stento una fortissima accadizzazione del territorio, tanto che l'antica lingua potrebbe essere stata già abbandonata a quel punto (e si noti che gli ultimi due re della Terza dinastia di Ur, Shu-Sin e Ibbi-Sin, portavano nomi accadici). La visione tradizionale è però che il sumero scomparve dall'uso nel Periodo di Isin-Larsa (inizi del II millennio).
Ur-Nammu dichiara di essersi battuto con gli Elamiti, che con Puzur-Inshushinak si erano spinti fino alla Diyala, e con le ultime sacche di resistenza gutea, anche se non è chiaro che presa avesse effettivamente sulla terra di Akkad. Ur-Nammu conquista comunque la città elamica di Susa. Sue iscrizioni sono a Ur, ma anche a Eridu, Uruk, Lagash, Larsa, Adab e Nippur, a testimonianza della pervasività del potere della nuova dinastia.
La più importante fonte su questo re è il cosiddetto Codice di Ur-Nammu, un corpus di leggi che dovette influenzare la futura redazione del Codice di Hammurabi.

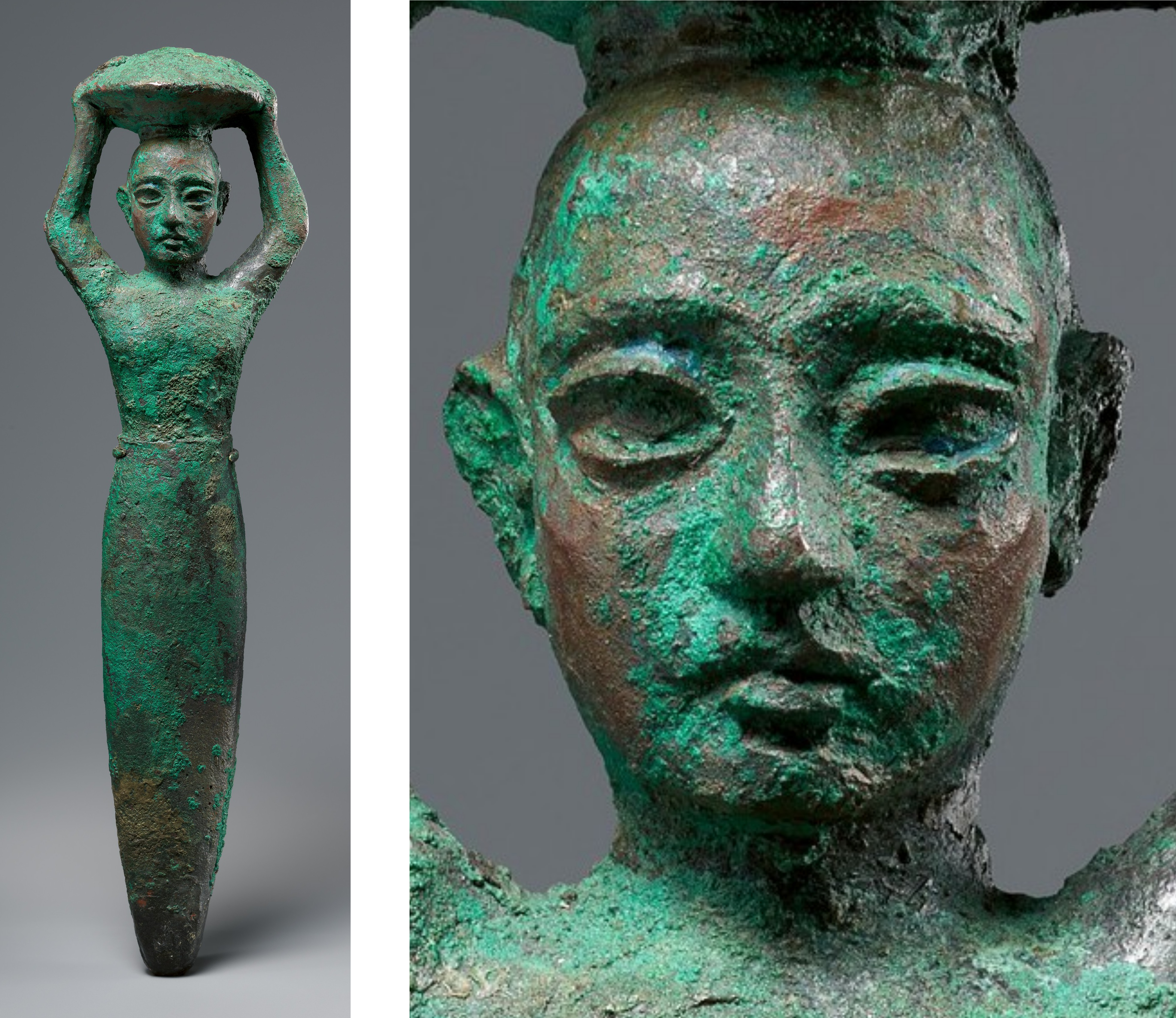
Il re Shulgi raffigurato in un chiodo di fondazione

Secondo re della dinastia fu un figlio di Ur-Nammu, Shulgi (2094-2047), la figura più rilevante di Ur III. Il suo fu un lungo regno (47 anni), che consolidò il predominio di Ur sulle terre di Sumer e Akkad. Intensa fu la sua attività militare (almeno nella seconda metà del suo regno), concentratasi ad est del Tigri, nell'Alta Mesopotamia e nell'Iran sud-occidentale, mentre ebbe rapporti pacifici con Mari, del cui re Apil-kin sposò anzi una figlia. I suoi titoli rinviano ad un certo espansionismo; in particolare, quello di "re delle quattro parti" richiama gli accenti di Naram-Sin, con il quale condivise anche la scelta di assumere caratteri divini: assunse infatti anche il titolo di "dio della sua terra" e sul suo nome figurava il determinativo per le divinità (dingir), un costume mantenuto poi dai successori, anche se il tenore di questa divinizzazione è ora cultuale più che eroico. Obbiettivo delle sue iniziative militari è essenzialmente la difesa dell'Impero di Ur dai "barbari" montanari di lingua hurrita. Il suo espansionismo va letto in relazione all'intento di difendere le vie commerciali classiche: verso Susa e l'altopiano iranico, verso l'Assiria e l'Anatolia a nord e verso Mari e la Siria.

## Estensione e organizzazione
Il "paese interno", ossia quello su cui si estendeva l'amministrazione imperiale diretta, comprendeva la Mesopotamia meridionale e parte dell'Elam, inclusa (dopo la conquista ad opera di Shulgi) la città di Susa. L'influenza stabile di Ur raggiungeva però una zona notevolmente più vasta, che includeva le città di Assur e Arbela, in Assiria, e di Mari e Terqa sul medio Eufrate.
Intorno alla metà del suo regno, Shulgi sviluppò una profonda riforma amministrativa, che peraltro già Ur-Nammu aveva avviato. Shulgi divise il paese di Sumer e Akkad (o "paese interno") in diverse province (poco più di venti) e in ciascuna pose un ensi. In precedenza, il titolo di ensi indicava il membro di una dinastia locale, che amministrava la città per conto del dio cittadino. Non è un caso che, a partire da Shulgi, i re di Ur III abbiano deciso di mantenere la riforma accadica della regalità relativa alla divinizzazione, proprio con l'intento di sostituirsi alle divinità cittadine dei centri sottomessi. Con Ur III, infatti, il titolo di ensi indicava ormai nulla più che 'governatore', anche se all'incarico venivano di norma destinati maggiorenti locali. Gli ensi, insomma, erano in teoria funzionari di carriera, emanazione del potere centrale e, come tali, da esso potevano anche essere rimossi o trasferiti ad altra sede. Nella realtà, gli ensi venivano scelti tra i notabili dei capoluoghi di provincia, in modo da legare al potere centrale le famiglie più importanti.
Il processo di centralizzazione certamente non sarà stato indolore, ma delle lotte prodottesi non è rimasta traccia nella documentazione, fatta eccezione per la vittoria sull'ensi di Larsa.
Le province avevano dimensioni anche molto diverse. Ad esempio, nella provincia di Umma stavano più di cinquanta tra città e villaggi, compresi i terreni pertinenti.
Fu istituita anche la carica dello shagina, un emissario del re con funzioni di coordinamento militare provinciale. Ogni provincia contribuiva al bala, un sistema di tassazione e redistribuzione di risorse (umane e materiali): diverse città di provincia (tra cui Babilonia) dovevano provvedere a sostenere la capitale a turno. Il termine sumero significava infatti 'ruotare', 'girare', e quindi poi 'mandato' o 'servizio' obbligatorio che ruota e passa ad altri periodicamente. Il sistema contabile sviluppato ai tempi di Ur III raggiunse livelli di incredibile astrazione e può essere considerato il culmine del processo che prende avvio con l'invenzione della scrittura; pure, lo sforzo pianificatore del regno, che comunque non aveva come obbiettivo centrale la crescita e lo sviluppo quanto piuttosto l'efficientamento dell'allocazione delle risorse disponibili, provocò a lungo andare il suo collasso, soprattutto se si tiene in conto il perpetrarsi di conflitti con gli Amorrei e con la dinastia elamita di Shimashki.
Ur III si configurò come Stato fortemente centralizzato e pose fine alla millenaria autonomia della città sumere (che pure, in varie occasioni, avevano perso la propria indipendenza in favore l'una dell'altra).
I testi amministrativi di questo periodo colpiscono, se confrontati con quelli di periodi diversi, per il loro elevato numero e per la loro uniformità, dovuta a una burocrazia efficiente in grado di controllare l'economia di tutto il paese. Ogni unità produttiva, sia agricola che di allevamento era controllata dal governo centrale e doveva rispettare determinati livelli di produzione. Un controllo simile era esercitato sul commercio a lunga distanza.
In questo periodo viene svolta un'intensa attività di costruzione e manutenzione dei canali, di bonifica e di controllo delle vie commerciali. Vengono standardizzate le misure di capacità e di peso, è creato un catasto generale del regno ed appare il primo codice di leggi della storia: il cosiddetto Codice di Ur-Nammu, che però oggi diversi studiosi propendono ad attribuire al figlio Shulgi sulla base di considerazioni grammaticali.
Anche l'attività edilizia è intensa. In questo periodo viene eretta, in particolare, la famosa ziggurat di Ur.

### Babilonia al tempo della Terza dinastia di Ur
È nei testi amministrativi di Ur III che la città di Babilonia appare compiutamente. Sappiamo che a quei tempi essa era governata da un ensi e partecipava cospicuamente al sistema del bala. Più di 40 testi risalenti a questo periodo e provenienti soprattutto da Puzrish-Dagan, ma anche da Umma e da Uru-sagrig, menzionano la città. La carica di ensi veniva talvolta trasmessa ai figli, com'è il caso degli ensi Issur-ilum e Abba, figli dell'ensi Itur-ilum.
| Ensi di Babilonia ai tempi della Terza dinastia di Ur | Ensi di Babilonia ai tempi della Terza dinastia di Ur |
| Ensi                                                  | Re                                                    |
| ----------------------------------------------------- | ----------------------------------------------------- |
| Itur-ilum                                             | Shulgi                                                |
| Issur-ilum                                            | Shulgi                                                |
| Abba                                                  | Shulgi                                                |
| Arshi-ah                                              | Shulgi e Amar-Sin                                     |
| Shiteli                                               | Amar-Sin                                              |
| Puzur-Tutu                                            | Ibbi-Sin                                              |

Nei testi, la città di Babilonia è indicata come KÁ.DINGIRki (come nel nome di anno di Shar-kali-sharri), KÁ.DINGIR.RAki (dove RA indica il caso genitivo) o KÁ-DINGIR-maki.

## Le scuole e la cultura scribale
Fu sotto Shulgi che si provvide alla formazione sistematica di una casta di scribi, che operavano come funzionari e amministratori per la registrazione delle attività economiche e redistributive. La cultura scribale, mantenuta dall'organizzazione centrale, crebbe enormemente. Oltre agli scopi amministrativi, la crescita della cultura scribale determina l'arricchirsi della scienza scribale e della letteratura in senso lato.
La scienza scribale viene trasmessa nella edubba ('casa delle tavolette') da scribi esperti detti ummia. Gli studenti apprendevano la scrittura cuneiforme, con il suo vasto repertorio di segni, termini, formule, apprendevano lo stile. L'edubba, come istituzione, era annessa al tempio. Vi avevano accesso i giovani della classe dirigente. Si forma quindi una casta: condizione per accedere alle cariche amministrative era la piena conoscenza della scienza scribale. Si trattava di un addestramento molto duro, tanto che sorge parallelamente una produzione letteraria che racconta le fatiche dell'edubba.
I risultati precedenti non sarebbero stati possibili senza alcune importanti realizzazioni, attestate da alcuni nomi di anno di Shulgi, il quale pose mano alla creazione di un sistema unificato di scuole scribali per la preparazione dei funzionari. L'impulso al sistema scolastico si accompagna, sempre con Shulgi, ad una radicale riforma del sistema di scrittura, finalizzata a garantire l'uniformità dei documenti prodotti nelle varie città, e implica una vasta produzione di testi didattici. Anche se lo scopo principale delle scuole era la preparazione di scribi in grado di redigere testi amministrativi, anche la produzione letteraria risulta incrementata, soprattutto a scopo religioso e politico, e lo stesso Shulgi si vanta, in un suo inno, di aver frequentato la edubba ('scuola scribale')
(G. R. Castellino, Two Shulgi Hymns (BC), pp. 30 sg.: ll. 11 sgg.; p. 46: ll. 155 sgg., citato in Pettinato, pp. 292-293.)
Al genere dell'inno religioso in lode di una divinità si affianca, come si vede, il nuovo genere dell'inno regale autocelebrativo, con la divinizzazione del sovrano, realizzata ai tempi di Shulgi. Tra i testi risalenti al periodo neosumerico vi sono anche nuove elaborazioni mitologiche.

## Declino e fine della dinastia

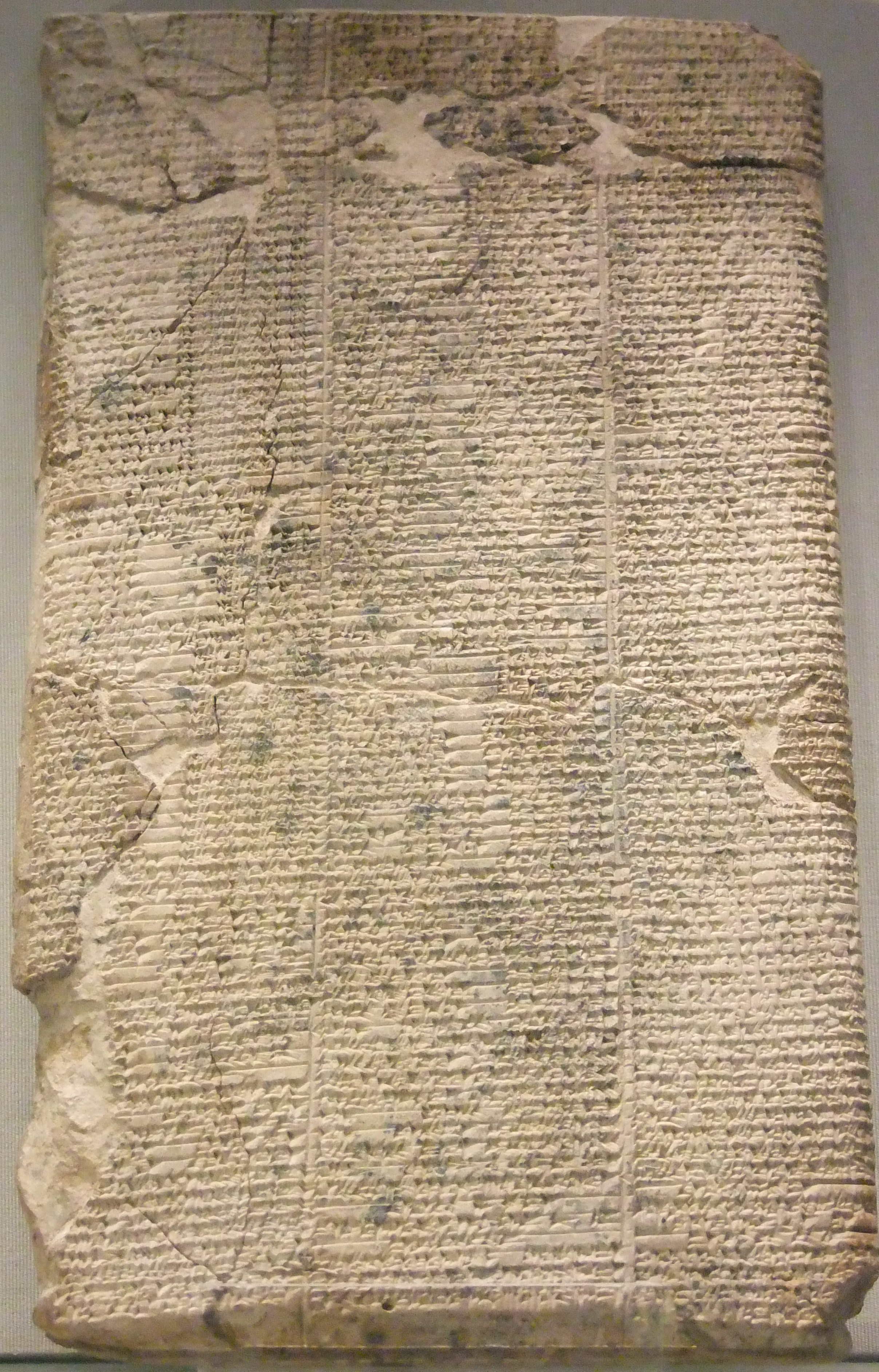
Tavoletta contenente il Lamento per Ur (Museo del Louvre)

Con Amar-Sin e Shu-Sin le operazioni militari assumono tenore difensivo. Su Amar-Sin siamo poco informati. Sembra si sia occupato soprattutto di consolidare il fronte orientale. Il successore Shu-Sin cercò invece di contenere la pressione degli Amorrei (o Tidnum) ad ovest. I due re dovettero in sostanza ripiegare e anzi il secondo (come attestano i suoi nomi di anno 4 e 6) per proteggere il paese costruì (poco a nord di Akkad) una muraglia (Muriq-Tidnim, 'che tiene i Tidnum a distanza'), in qualche modo simile al cosiddetto "muro del principe" edificato dai faraoni egizi della XII dinastia per contenere i nomadi dell'area siro-palestinese. Le iscrizioni di Shu-Sin ricordano anche i trionfi del re sui Sua ("altra popolazione o altra denominazione del composito serbatoio degli Zagros"), ma anche il difficile confronto con gli Amorrei e con gli abitanti di Shimashki, terra posta nell'altopiano iranico, unificata da una dinastia fondata da Yabrat, cui successe Kindattu.
Ibbi-Sin ricevette il regno (o "impero") ancora intatto: un cinquantennio di pace interna e di omogeneizzazione amministrativa aveva reso il "paese interno" (Sumer e Akkad) un'entità etnicamente e culturalmente compatta. Fu probabilmente in questo periodo che venne redatta la Lista reale sumerica, che aveva proprio il compito di veicolare questa idea: Sumeri e Semiti coabitano questo spazio compatto; al suo esterno, i barbari.
La conquista di Ur da parte degli Elamiti e la cattura dell'ultimo sovrano, Ibbi-Sin, nel 2004 a.C., segnò la fine non solo della dinastia, ma della storia sumerica. La Mesopotamia non fu infatti mai più governata da popoli di lingua sumerica, anche se la lingua sopravvisse a lungo come lingua colta (la più recente tavoletta scritta in sumerico risale al 50 d.C.).
Il dolore per la caduta di Ur è espresso in due capolavori della letteratura sumera: la Lamentazione di Ur e la Lamentazione di Sumer e di Akkad.